# جوان بيرمان
جوان سيلفيا لايتل بيرمان (بالإنجليزية: Joan Birman)‏ (ولدت في 30 مايو 1927 في مدينة نيويورك،) هي رياضياتية أمريكية متخصصة في النظريات الجديلة ونظرية العقدة. سبق لها وأن نشرت كتابا تحت عنوان خرائط طبقة المجموعات الذي أصبح معيارا معتمدا مع قبل العديد من الباحثين في هذا الموضوع. تشغل بيرمان حاليا منصب أستاذة باحثة في كلية بارنارد وجامعة كولومبيا منذ عام 1973.

## الأسرة
والداها هو جورج ليليان لايتل وهو من المهاجرين للولايات المتحدة. يعود نسب الوالد لروسيا لكنه نشأ في ليفربول بإنكلترا، أما والدتها فقد ولدت في نيويورك ويعود نسبها للعرق البولندي؛ وبالتالي فجوان بيرمان أمريكية من أصول روسية-بولندية من طائفة المهاجرين. في سن السابعة عشر هاجر جورج إلى الولايات المتحدة وأصبح بائعا ناجحا بفضل تجارته في الألبسة المصنعة، وقد أعرب في وقت لاحق عن تقديره وشكره لأمريكا بسبب كثرة الفرص ووجود ما يُمكن عمله لكنه وفي المقابل فقد أراد من بناته التركيز على تعليمهن وتوفير ظروف العيش الملائمة والكريمة لهن. تزوجت جوان من الراحل جوزيف بيرمان وهو فيزيائي ورائد في مجال الدفاع عن حقوق الإنسان وحقوق العلماء، وقد رُزقا بثلاثة أطفال.

## التعليم
بعد المدرسة الثانوية، حضرت بيرمان كلية سوارثمور وهي مؤسسة مختلطة في بنسلفانيا حيث تخصصت في علوم الرياضيات، بيد أنها كانت مكروهة لعدة أسباب من بينها أنها كانت تعيش في الحي الجامعي الخاص بالطلبة؛ وقد سبب لها هذا مشاكل وعوائق كثيرة مما اضطرها للانتقال لكلية بارنارد، وكانت هي المرأة الوحيدة في الكلية التابعة لجامعة كولومبيا والتي تعيش في الحي الجامعي.
حصلت بيرمان على درجة البكالوريس عام 1948 في الرياضيات من كلية بارنارد وماجستر في نفس التخصص عام 1950 ثم أكملت دراسة الفيزياء في جامعة كولومبيا. نالت شهادة الدكتوراه في الرياضيات عام 1968 (كان عمرها حينئذ 41 عاما) من المعهد العالي التابع لجامعة نيويورك وذلك تحت إشراف البروفسور فيلهلم ماغنوس.
أثناء دراستها، علمت أن اهتمامها كان منصبا في مجال الرياضيات البحثة وخاصة الرياضيات التطبيقية؛ لذلك قررت مواصلة المشوار في هذا المجال فكانت رسالتها الأولى بعنوان جدلية المجموعات وعلاقتها بتعيين فئة من المجموعات.

## المسيرة المهنية
شغلت أول منصب لها كباحثة في معهد ستيفنز للتقنية (1968-1973)، ثم أصبحت في وقت لاحق أستاذة باحثة في جامعة برنستون، وفي عام 1973 انضمت إلى هيئة التدريس في كلية بارنارد.
في عام 1987 تم اختيارها من قبل جمعية المرأة في الرياضيات لتكون محاضرة؛ وقد تم تكريمها عرفانا بما قدمته في مجال الرياضيات وبدورها الكبير والفعَّال في سد الفجوة بين الرجال والنساء في المجال العلمي وتشجيعها النساء على الدراسة والدراسة التطبيقية والقيام بالتجارب العلمية. شغلت أيضا منصب باحثة زائرة في معهد الدراسات المتقدمة في صيف عام 1988، ثم حصلت على زمالة مؤسسة سلون (1974-76) ومن بعد نالت زمالة غوغنهايم (1994-95)، وفي عام 1996 تُوجت بجائزة شوفونيت. في عام 2005 منحها عمدة مدينة نيويورك جائزة التميز في مجال العلوم والتكنولوجيا. وفي عام 2012 أصبحت عضوة وزميلة في مجتمع الرياضيات الأمريكي. في عام 2017، وهبت جوان بيرمان الزمالة لباقي النساء العالِمات في مجتمع الرياضيات الأميركي وذلك بهدف دعم البحوث الرياضية التي تُشرف عليهن النساء من مختلف دول العالم.